# Eitelsbach (Trier)

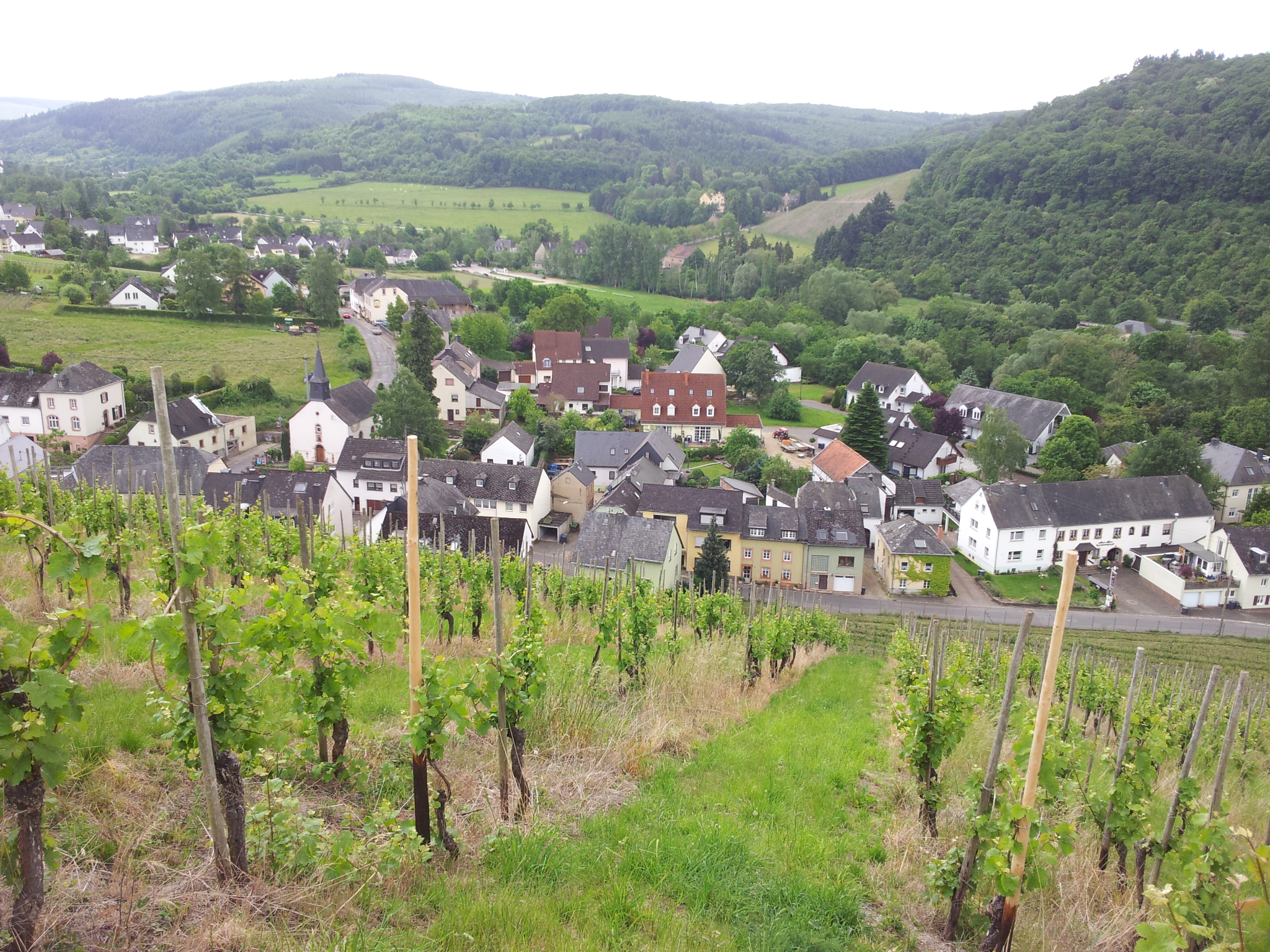
Blick vom Karthäuserberg auf Eitelsbach

Der Ort Eitelsbach am gleichnamigen Gewässer sowie an der Ruwer war bis 1969 eine selbständige Gemeinde im damaligen Landkreis Trier in Rheinland-Pfalz. Die Gemarkung Eitelsbach besteht bis heute fort.

## Geschichte

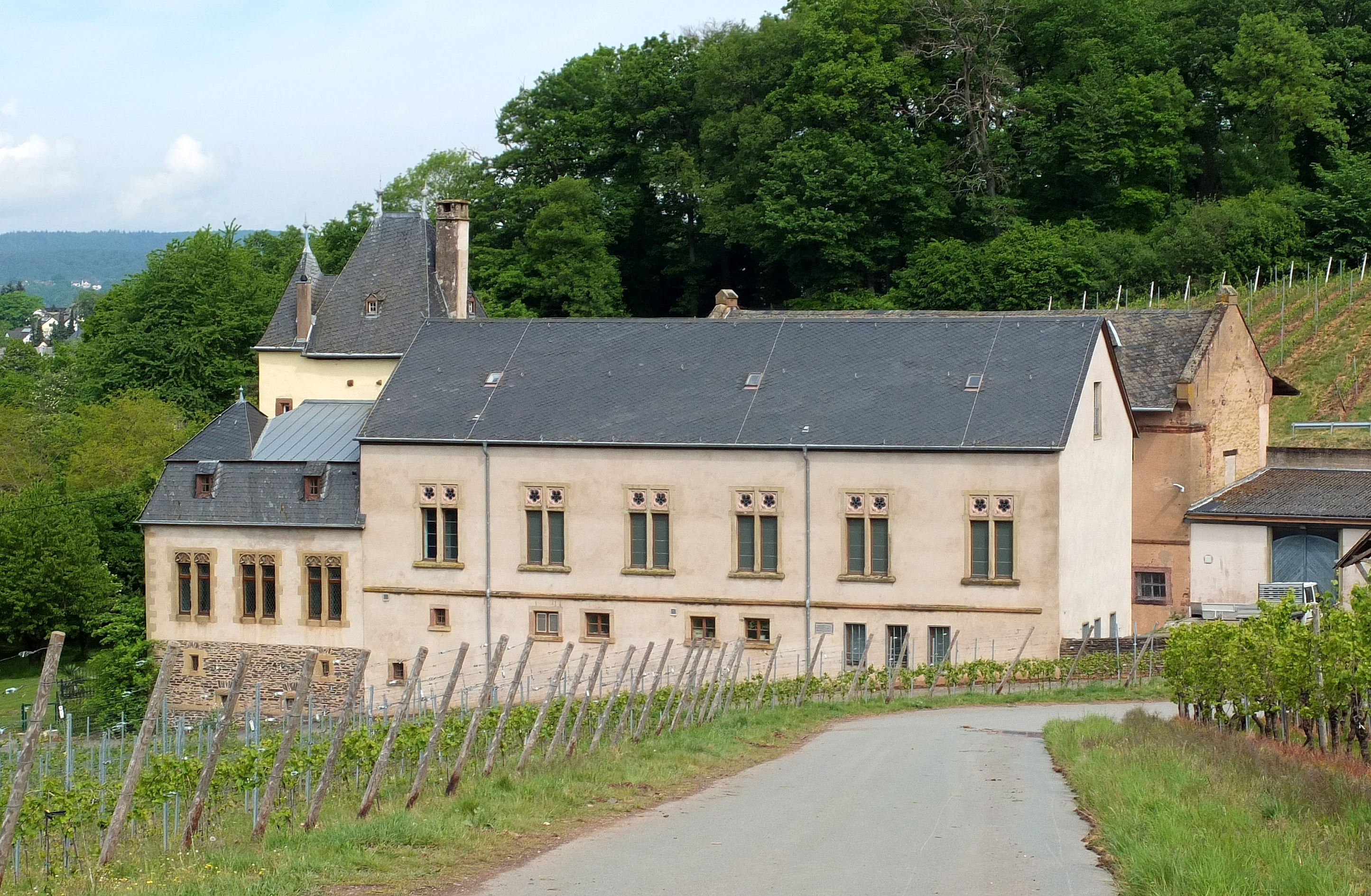
Das Hofgut Duisburger Hof

Die erste urkundliche Erwähnung des Ortes erfolgte 1238.
Im Jahr 1931 gehörte die Winzergemeinde zum Amt Ruwer und hatte 345 Einwohner. Die Gesamtfläche betrug 200,08 Hektar.
1969 kam Eitelsbach zusammen mit dem Ort Ruwer zur Stadt Trier. Seit 1974 bildet Trier-Ruwer/Eitelsbach einen Ortsbezirk, der nach der kleinräumigen Gliederung die Stadtbezirke Ruwer und Eitelsbach umfasst.
Zu Eitelsbach gehören der Duisburger Hof und der Karthäuserhof.
Die Kapelle zu den Vierzehn Nothelfern liegt direkt am Hunsrücker Jakobsweg (Ausoniusweg) und der Mittelroute des Martinusweges.
Die Eitelsbacher Straße verläuft durch den Ort, sie ist Teil der Kreisstraße 15.